# Sport-Verein Werder von 1899 2016-2017
Questa voce raccoglie le informazioni riguardanti il  SV Werder Brema nelle competizioni ufficiali della stagione 2016-2017.

## Stagione
Questa stagione inizia con la clamorosa eliminazione nel primo turno della Coppa di Germania per mano dei dilettanti dello Sportfreunde Lotte. Le cose non proseguono meglio in campionato: perse le prime tre partite, l'allenatore Viktor Skrypnyk viene sollevato dall'incarico. La panchina viene quindi affidata, inizialmente in via temporanea, poi definitiva, al tecnico della formazione Under-23, Alexander Nouri. 
La situazione tuttavia migliora nella seconda metà della stagione: il Werder fa registrare una serie di undici partite senza sconfitte, tra cui nove vittorie, e allontana lo spettro della retrocessione. La squadra sale fino al sesto posto, ma le ultime tre partite della stagione si chiudono con altrettante sconfitte, malgrado tre gol segnati in tutti questi incontri. Il piazzamento finale è comunque un ottavo posto, il migliore raggiunto dal 2010.

## Organigramma societario
Area tecnica
- Allenatore: Alexander Nouri
- Allenatore in seconda: Florian Bruns, Markus Feldhoff
- Preparatore dei portieri: Christian Vander
- Preparatori atletici: Axel Dörrfuß, Günther Stoxreiter, Jens Beulke

## Rosa
| N. |                                 | Ruolo | Calciatore       |
| -- | ------------------------------- | ----- | ---------------- |
| 1  | Germania (bandiera)             | P     | Raphael Wolf     |
| 2  | Argentina (bandiera)            | D     | Santiago García  |
| 3  | Italia (bandiera)               | D     | Luca Caldirola   |
| 4  | Germania (bandiera)             | D     | Robert Bauer     |
| 5  | Mali (bandiera)                 | C     | Sambou Yatabaré  |
| 6  | Danimarca (bandiera)            | C     | Thomas Delaney   |
| 7  | Austria (bandiera)              | C     | Florian Kainz    |
| 8  | Germania (bandiera)             | D     | Clemens Fritz    |
| 9  | Stati Uniti (bandiera)          | A     | Aron Jóhannsson  |
| 10 | Germania (bandiera)             | A     | Max Kruse        |
| 13 | Serbia (bandiera)               | D     | Miloš Veljković  |
| 14 | Perù (bandiera)                 | A     | Claudio Pizarro  |
| 15 | Bosnia ed Erzegovina (bandiera) | C     | Izet Hajrović    |
| 16 | Austria (bandiera)              | C     | Zlatko Junuzović |
| 17 | Germania (bandiera)             | A     | Justin Eilers    |
| 18 | Finlandia (bandiera)            | D     | Niklas Moisander |

| N. |                      | Ruolo | Calciatore             |
| -- | -------------------- | ----- | ---------------------- |
| 19 | Germania (bandiera)  | D     | Luca-Milan Zander      |
| 20 | Svizzera (bandiera)  | D     | Ulisses Garcia         |
| 22 | Germania (bandiera)  | A     | Fin Bartels            |
| 23 | Rep. Ceca (bandiera) | D     | Theodor Gebre Selassie |
| 24 | Germania (bandiera)  | A     | Johannes Eggestein     |
| 26 | Senegal (bandiera)   | C     | Lamine Sané            |
| 27 | Austria (bandiera)   | C     | Florian Grillitsch     |
| 28 | Uganda (bandiera)    | A     | Melvyn Lorenzen        |
| 29 | Germania (bandiera)  | A     | Serge Gnabry           |
| 30 | Germania (bandiera)  | P     | Michael Zetterer       |
| 33 | Rep. Ceca (bandiera) | P     | Jaroslav Drobný        |
| 35 | Germania (bandiera)  | C     | Maximilian Eggestein   |
| 42 | Germania (bandiera)  | P     | Felix Wiedwald         |
| 44 | Germania (bandiera)  | C     | Philipp Bargfrede      |
| 47 | Gambia (bandiera)    | A     | Ousman Manneh          |

## Risultati

### Bundesliga

#### Girone di andata
| Arbitro: | Dingert |

|                                                                |           |  |
| Alonso 9’ Lewandowski 13’, 46’, 77’ (rig.) Lahm 66’ Ribéry 73’ | Marcatori |  |

| Arbitro: | Siebert |

|                       |           |                               |
| Jóhannsson 45’ (rig.) | Marcatori | 52’ Gouweleeuw 73’ Stafylidīs |

| Arbitro: | Stieler |

|                                         |           |            |
| Hazard 11’, 18’ Raffael 21’ (rig.), 41’ | Marcatori | 73’ Gnabry |

| Arbitro: | Stark |

|              |           |                         |
| Hajrović 12’ | Marcatori | 87’ Malli 90’ de Blasis |

| Arbitro: | Aytekin |

|                      |           |                  |
| Thy 86’ Selassie 90’ | Marcatori | 69’ (aut.) Bauer |

| Arbitro: | Drees |

|                       |           |                     |
| Čolak 19’ (rig.), 73’ | Marcatori | 51’ Sané 67’ Gnabry |

| Arbitro: | Fritz |

|                          |           |                |
| Junuzović 13’ Manneh 59’ | Marcatori | 27’ Çalhanoğlu |

| Arbitro: | Hartmann |

|                          |           |            |
| Keïta 42’, 74’ Selke 90’ | Marcatori | 76’ Gnabry |

| Arbitro: | Winkmann |

|            |           |                                          |
| García 67’ | Marcatori | 29’ Philipp 39’ (rig.) Grifo 75’ Abrashi |

| Arbitro: | Perl |

|                              |           |                   |
| Schöpf 35’, 63’ Bentaleb 38’ | Marcatori | 42’ (rig.) Gnabry |

| Arbitro: | Kampka |

|                |           |                      |
| Grillitsch 38’ | Marcatori | 52’ Meier 90’ Barkok |

| Arbitro: | Brych |

|                     |           |                        |
| Gregoritsch 3’, 28’ | Marcatori | 14’ Bartels 45’ Gnabry |

| Arbitro: | Stieler |

|                       |           |             |
| Kruse 24’ Bartels 76’ | Marcatori | 58’ Suttner |

| Arbitro: | Osmers |

|  |           |           |
|  | Marcatori | 41’ Kruse |

| Arbitro: | Stark |

|            |           |             |
| Gnabry 40’ | Marcatori | 28’ Rudņevs |

| Arbitro: | Cortus |

|            |           |            |
| Wagner 26’ | Marcatori | 87’ Gnabry |

| Arbitro: | Siebert |

|             |           |                          |
| Bartels 59’ | Marcatori | 5’ Schürrle 71’ Piszczek |

#### Girone di ritorno
| Arbitro: | Stegemann |

|           |           |                      |
| Kruse 53’ | Marcatori | 30’ Robben 45’ Alaba |

| Arbitro: | Dingert |

|                                  |           |                               |
| Schmid 28’ Koo 79’ Bobadilla 90’ | Marcatori | 26’ Selassie 65’ (rig.) Kruse |

| Arbitro: | Brand |

|  |           |            |
|  | Marcatori | 12’ Hazard |

| Arbitro: | Aytekin |

|  |           |                        |
|  | Marcatori | 16’ Gnabry 23’ Delaney |

| Arbitro: | Stark |

|             |           |                 |
| Mayoral 19’ | Marcatori | 10’, 18’ Gnabry |

| Arbitro: | Winkmann |

|                       |           |  |
| Kruse 75’ (rig.), 90’ | Marcatori |  |

| Arbitro: | Stieler |

|            |           |             |
| Volland 7’ | Marcatori | 79’ Pizarro |

| Arbitro: | Dingert |

|                                        |           |  |
| Junuzović 34’ Grillitsch 59’ Kainz 90’ | Marcatori |  |

| Arbitro: | Stark |

|                        |           |                                             |
| Petersen 64’ Grifo 77’ | Marcatori | 21’ Kruse 45’, 47’, 85’ Delaney 71’ Bartels |

| Arbitro: | Hartmann |

|                                             |           |  |
| Selassie 24’ Kruse 76’ (rig.) Eggestein 80’ | Marcatori |  |

| Arbitro: | Dankert |

|                                 |           |                           |
| Gaćinović 48’ Fabián 73’ (rig.) | Marcatori | 37’ Junuzović 43’ Bartels |

| Arbitro: | Brych |

|                     |           |                |
| Kruse 41’ Kainz 75’ | Marcatori | 6’ Gregoritsch |

| Arbitro: | Schmidt |

|                             |           |                                 |
| Lezcano 32’ Groß 62’ (rig.) | Marcatori | 45’ (rig.), 81’, 87’, 90’ Kruse |

| Arbitro: | Ittrich |

|                      |           |  |
| Bartels 9’ Kruse 15’ | Marcatori |  |

| Arbitro: | Stark |

|                                             |           |                                     |
| Modeste 13’, 47’ Bittencourt 28’ Zoller 44’ | Marcatori | 34’ Bartels 40’ Selassie 62’ Gnabry |

| Arbitro: | Siebert |

|                                      |           |                                                    |
| Selassie 59’ Bargfrede 86’ Bauer 90’ | Marcatori | 7’ Szalai 11’, 49’ Kramarić 40’ Zuber 51’ Bičakčić |

| Arbitro: | Perl |

|                                                 |           |                                    |
| Reus 32’, 75’ (rig.) Aubameyang 42’, 89’ (rig.) | Marcatori | 7’ Junuzović 46’ Bartels 68’ Kruse |

### Coppa di Germania
| Arbitro: | Dietz |

|                 |           |               |
| Rahn 8’ Dej 54’ | Marcatori | 45’ Junuzović |

## Statistiche

### Statistiche di squadra
| Competizione      | Punti | In casa | In casa | In casa | In casa | In casa | In casa | In trasferta | In trasferta | In trasferta | In trasferta | In trasferta | In trasferta | Totale | Totale | Totale | Totale | Totale | Totale | DR |
| Competizione      | Punti | G       | V       | N       | P       | Gf      | Gs      | G            | V            | N            | P            | Gf           | Gs           | G      | V      | N      | P      | Gf     | Gs     | DR |
| ----------------- | ----- | ------- | ------- | ------- | ------- | ------- | ------- | ------------ | ------------ | ------------ | ------------ | ------------ | ------------ | ------ | ------ | ------ | ------ | ------ | ------ | -- |
| Bundesliga        | 45    | 17      | 8       | 1       | 8       | 28      | 24      | 17           | 5            | 5            | 7            | 33           | 40           | 34     | 13     | 6      | 15     | 61     | 64     | -3 |
| Coppa di Germania | -     | 0       | 0       | 0       | 0       | 0       | 0       | 1            | 0            | 0            | 1            | 1            | 2            | 1      | 0      | 0      | 1      | 1      | 2      | -1 |
| Totale            | -     | 17      | 8       | 1       | 8       | 28      | 24      | 18           | 5            | 5            | 8            | 34           | 42           | 35     | 13     | 6      | 16     | 62     | 66     | -4 |

### Andamento in campionato
| Giornata  | 1  | 2  | 3  | 4  | 5  | 6  | 7  | 8  | 9  | 10 | 11 | 12 | 13 | 14 | 15 | 16 | 17 | 18 | 19 | 20 | 21 | 22 | 23 | 24 | 25 | 26 | 27 | 28 | 29 | 30 | 31 | 32 | 33 | 34 |
| --------- | -- | -- | -- | -- | -- | -- | -- | -- | -- | -- | -- | -- | -- | -- | -- | -- | -- | -- | -- | -- | -- | -- | -- | -- | -- | -- | -- | -- | -- | -- | -- | -- | -- | -- |
| Luogo     | T  | C  | T  | C  | C  | T  | C  | T  | C  | T  | C  | T  | C  | T  | C  | T  | C  | C  | T  | C  | T  | T  | C  | T  | C  | T  | C  | T  | C  | T  | C  | T  | C  | T  |
| Risultato | P  | P  | P  | P  | V  | N  | V  | P  | P  | P  | P  | N  | V  | V  | N  | N  | P  | P  | P  | P  | V  | V  | V  | N  | V  | V  | V  | N  | V  | V  | V  | P  | P  | P  |
| Posizione | 18 | 18 | 18 | 18 | 15 | 15 | 13 | 15 | 15 | 16 | 16 | 16 | 14 | 14 | 14 | 15 | 15 | 15 | 15 | 16 | 16 | 15 | 14 | 15 | 13 | 12 | 11 | 11 | 8  | 7  | 6  | 8  | 8  | 8  |

Legenda:

Luogo: C = Casa; T = Trasferta. Risultato: V = Vittoria; N = Pareggio; P = Sconfitta.

### Statistiche dei giocatori
| Giocatore      | Bundesliga | Bundesliga | Bundesliga  | Bundesliga | Coppa di Germania | Coppa di Germania | Coppa di Germania | Coppa di Germania | Totale   | Totale | Totale      | Totale     |
| Giocatore      | Presenze   | Reti       | Ammonizioni | Espulsioni | Presenze          | Reti              | Ammonizioni       | Espulsioni        | Presenze | Reti   | Ammonizioni | Espulsioni |
| -------------- | ---------- | ---------- | ----------- | ---------- | ----------------- | ----------------- | ----------------- | ----------------- | -------- | ------ | ----------- | ---------- |
| J. Drobný      | 10         | 0          | 0           | 1          | -                 | -                 | -                 | -                 | 10       | 0      | 0           | 1          |
| E. Oelschlägel | -          | -          | -           | -          | -                 | -                 | -                 | -                 | -        | -      | -           | -          |
| F. Wiedwald    | 25         | 0          | 2           | 0          | 1                 | 0                 | 0                 | 0                 | 26       | 0      | 2           | 0          |
| R. Wolf        | -          | -          | -           | -          | -                 | -                 | -                 | -                 | -        | -      | -           | -          |
| M. Zetterer    | -          | -          | -           | -          | -                 | -                 | -                 | -                 | -        | -      | -           | -          |
| R. Bauer       | 27         | 1          | 5           | 0          | -                 | -                 | -                 | -                 | 27       | 1      | 5           | 0          |
| L. Caldirola   | 5          | 0          | 1           | 0          | -                 | -                 | -                 | -                 | 5        | 0      | 1           | 0          |
| C. Fritz       | 18         | 0          | 5           | 0          | 1                 | 0                 | 1                 | 0                 | 19       | 0      | 6           | 0          |
| S. García      | 19         | 1          | 5           | 0          | -                 | -                 | -                 | -                 | 19       | 1      | 5           | 0          |
| T. Selassie    | 30         | 5          | 4           | 0          | 1                 | 0                 | 0                 | 0                 | 31       | 5      | 4           | 0          |
| N. Moisander   | 30         | 0          | 5           | 0          | 1                 | 0                 | 0                 | 0                 | 31       | 0      | 5           | 0          |
| L. Sané        | 27         | 1          | 3           | 0          | 1                 | 0                 | 1                 | 0                 | 28       | 1      | 4           | 0          |
| M. Veljković   | 26         | 0          | 5           | 0          | -                 | -                 | -                 | -                 | 26       | 0      | 5           | 0          |
| L. Zander      | -          | -          | -           | -          | -                 | -                 | -                 | -                 | -        | -      | -           | -          |
| P. Bargfrede   | 11         | 1          | 3           | 0          | -                 | -                 | -                 | -                 | 11       | 1      | 3           | 0          |
| F. Bartels     | 31         | 8          | 4           | 0          | 1                 | 0                 | 0                 | 1                 | 32       | 8      | 4           | 1          |
| T. Delaney     | 13         | 4          | 3           | 0          | -                 | -                 | -                 | -                 | 13       | 4      | 3           | 0          |
| M. Eggestein   | 15         | 1          | 2           | 0          | -                 | -                 | -                 | -                 | 15       | 1      | 2           | 0          |
| U. Garcia      | 7          | 0          | 1           | 0          | -                 | -                 | -                 | -                 | 7        | 0      | 1           | 0          |
| F. Grillitsch  | 23         | 2          | 4           | 0          | 1                 | 0                 | 0                 | 0                 | 24       | 2      | 4           | 0          |
| Z. Junuzović   | 30         | 4          | 5           | 0          | 1                 | 1                 | 0                 | 0                 | 31       | 5      | 5           | 0          |
| F. Kainz       | 14         | 2          | 0           | 0          | 1                 | 0                 | 0                 | 0                 | 15       | 2      | 0           | 0          |
| N. Schmidt     | 1          | 0          | 0           | 0          | -                 | -                 | -                 | -                 | 1        | 0      | 0           | 0          |
| S. Yatabaré    | 2          | 0          | 0           | 0          | 1                 | 0                 | 0                 | 0                 | 3        | 0      | 0           | 0          |
| J. Eggestein   | -          | -          | -           | -          | 1                 | 0                 | 0                 | 0                 | 1        | 0      | 0           | 0          |
| J. Eilers      | -          | -          | -           | -          | -                 | -                 | -                 | -                 | -        | -      | -           | -          |
| S. Gnabry      | 27         | 11         | 1           | 0          | -                 | -                 | -                 | -                 | 27       | 11     | 1           | 0          |
| I. Hajrović    | 10         | 1          | 1           | 0          | -                 | -                 | -                 | -                 | 10       | 1      | 1           | 0          |
| A. Jóhannsson  | 9          | 1          | 1           | 1          | -                 | -                 | -                 | -                 | 9        | 1      | 1           | 1          |
| M. Kruse       | 23         | 15         | 1           | 0          | 1                 | 0                 | 0                 | 0                 | 24       | 15     | 1           | 0          |
| M. Lorenzen    | -          | -          | -           | -          | -                 | -                 | -                 | -                 | -        | -      | -           | -          |
| O. Manneh      | 6          | 1          | 2           | 0          | -                 | -                 | -                 | -                 | 6        | 1      | 2           | 0          |
| C. Pizarro     | 19         | 1          | 1           | 0          | -                 | -                 | -                 | -                 | 19       | 1      | 1           | 0          |
| F. Diagne      | 2          | 0          | 0           | 0          | -                 | -                 | -                 | -                 | 2        | 0      | 0           | 0          |
| L. Fröde       | 3          | 0          | 0           | 0          | -                 | -                 | -                 | -                 | 3        | 0      | 0           | 0          |
| T. Petsos      | 3          | 0          | 2           | 0          | -                 | -                 | -                 | -                 | 3        | 0      | 2           | 0          |
| J. Sternberg   | 2          | 0          | 1           | 0          | 1                 | 0                 | 0                 | 0                 | 3        | 0      | 1           | 0          |
| L. Thy         | 6          | 1          | 0           | 0          | 1                 | 0                 | 0                 | 0                 | 7        | 1      | 0           | 0          |